# 沙日布日都音淖尔
沙日布日都音淖尔也作什拉布日都淖，是一个位于中国内蒙古自治区鄂尔多斯市鄂托克旗乌兰镇境内的湖泊，地处乌兰镇（县城）东北约32千米。湖面海拔1376米，湖长3.9千米，最大宽1.3千米，平均宽0.6千米，面积2.4平方千米。属于蒙新高原区。它的一级流域为内流区诸河，二级流域为鄂尔多斯内流区。